# Ridgeline Trail
Le Ridgeline Trail est un sentier de randonnée de l'Oregon, aux États-Unis. Long de 14 milles, il est situé dans les limites de la ville d'Eugene. Il est classé National Recreation Trail depuis 2006.